# 粗首䲗
粗首𮬣（学名：Callionymus scabriceps），是䲗科䲗属一种，分布于太平洋西部菲律宾及台湾海域。本种由美国学者亨利·威德·福勒于1941年描述发表。种加词源自本种的头部顶骨区域具有相当粗糙且不规则的条状褶皱。